# Флавий Нигриниан
Флавий Нигриниан (на латински: Flavius Nigrinianus) е политик на Римската империя през 4 век.
На 1 януари 350 г. Нигриниан става консул заедно с Флавий Сергий. През 351 г. двамата са консули post consulatum на Изтока.